# Adelanthaceae
Adelanthaceae är en familj av bladmossor. Adelanthaceae ingår i ordningen Jungermanniales, klassen Jungermanniopsida, divisionen bladmossor och riket växter. Enligt Catalogue of Life omfattar familjen Adelanthaceae 4 arter.
Kladogram enligt Catalogue of Life:
| Adelanthaceae | \| \| Adelanthus \| \| \| \| \| \| Pseudomarsupidium \| \| \| \| \| \| Wettsteinia \| \| \| \| |
|               | \| \| Adelanthus \| \| \| \| \| \| Pseudomarsupidium \| \| \| \| \| \| Wettsteinia \| \| \| \| |
|               | Adelanthus                                                                                     |
|               |                                                                                                |
|               | Pseudomarsupidium                                                                              |
|               |                                                                                                |
|               | Wettsteinia                                                                                    |
|               |                                                                                                |